# Brian O'Malley
Brian Kevin O'Malley (22 janvier 1930 - 6 avril 1976) est un homme politique britannique du parti travailliste.

## Biographie
O'Malley fait ses études à la Mexborough Grammar school et à l'Université de Manchester. Il est enseignant, conférencier et responsable syndical. De 1959 à 1961, il enseigne à la Percy Jackson Grammar School .
O'Malley est élu député de Rotherham lors d'une élection partielle en 1963. Il est whip du gouvernement de 1964 à 1969, ministre adjoint de la Santé et de la Sécurité sociale de 1969 à 1970, et ministre d'État de ce département en 1974.
La grande réussite d'O'Malley est d'obtenir le soutien de tous les partis pour un nouveau régime de retraite de l'État (après deux tentatives avortées par les gouvernements précédents) et de faire passer au Parlement le projet de loi pour mettre en œuvre ce qui est devenu le régime de retraite lié aux revenus de l'État (SERPS). Alors que la secrétaire d'État Barbara Castle s'en attribue le mérite public, O'Malley est responsable de sa substance.
La carrière d'O'Malley est interrompue par sa mort en 1976 à l'âge de 46 ans, à la suite de complications après une opération au cerveau. Stanley Crowther lui succède lors de l'élection partielle qui a suivi.